# Simonsmühle (Burgbernheim)
Simonsmühle ist ein Wohnplatz der Stadt Burgbernheim im Landkreis Neustadt an der Aisch-Bad Windsheim (Mittelfranken, Bayern). Der Ort liegt in der Gemarkung Pfaffenhofen.

## Geographie
Die Einöde trägt die Haus Nr. 4 von Pfaffenhofen. Sie liegt an der Rannach. 0,5 km östlich erhebt sich der Pfaffenhofer Berg (372 m ü. NHN). Eine Gemeindeverbindungsstraße führt nach Pfaffenhofen (0,5 km südöstlich) bzw. nach Kellermühle zur Bundesstraße 13 (0,4 km nordwestlich).

## Geschichte
Von 1797 bis 1808 unterstand der Ort dem Justiz- und Kammeramt Uffenheim. Im Rahmen des Gemeindeediktes wurde Simonsmühle dem 1808 gebildeten Steuerdistrikt Buchheim und der 1813 gebildeten Ruralgemeinde Buchheim zugeordnet. Mit dem Zweiten Gemeindeedikt (1818) wurde sie nach Pfaffenhofen umgemeindet.
Am 1. Juli 1972 wurde sie im Zuge der Gebietsreform in Bayern zusammen mit Pfaffenhofen wieder nach Buchheim eingemeindet, das am 1. Mai 1978 nach Burgbernheim eingegliedert wurde.

### Baudenkmal
- Haus Nr. 4: Walmdachbau[3]

### Einwohnerentwicklung
| Jahr      | 001818 | 001836 | 001840 | 001861 | 001871 | 001885 |
| Einwohner | 5      | 4      | 9      | 14     | 7      | 12     |
| Häuser    | 1      | 1      | 2      |        |        | 2      |
| Quelle    | [ 5 ]  | [ 6 ]  | [ 7 ]  | [ 8 ]  | [ 9 ]  | [ 10 ] |

## Religion
Der Ort ist evangelisch-lutherisch geprägt und bis heute nach St. Nikolaus (Pfaffenhofen) gepfarrt. Die Katholiken sind nach St. Bonifaz (Bad Windsheim) gepfarrt.

## Weblink
- Simonsmühle in der Ortsdatenbank von bavarikon, abgerufen am 19. August 2021.